# Irina Baskakova
Irina Baskakova (rusko Ирина Баскакова), ruska atletinja, * 25. avgust 1956, Sovjetska zveza.
Ni nastopila na olimpijskih igrah. Na svetovnih prvenstvih je osvojila bronasto medaljo v štafeti 4×400 m leta 1983, kot tudi na evropskih prvenstvih leta 1982.